# Dani Jiménez
Daniel Jiménez López, detto Dani (Lebrija, 5 marzo 1990), è un calciatore spagnolo, portiere dell'Huesca.

## Palmarès

### Club

#### Competizioni nazionali
- Segunda División: 1

Leganés: 2023-2024